# Климат Массачусетса

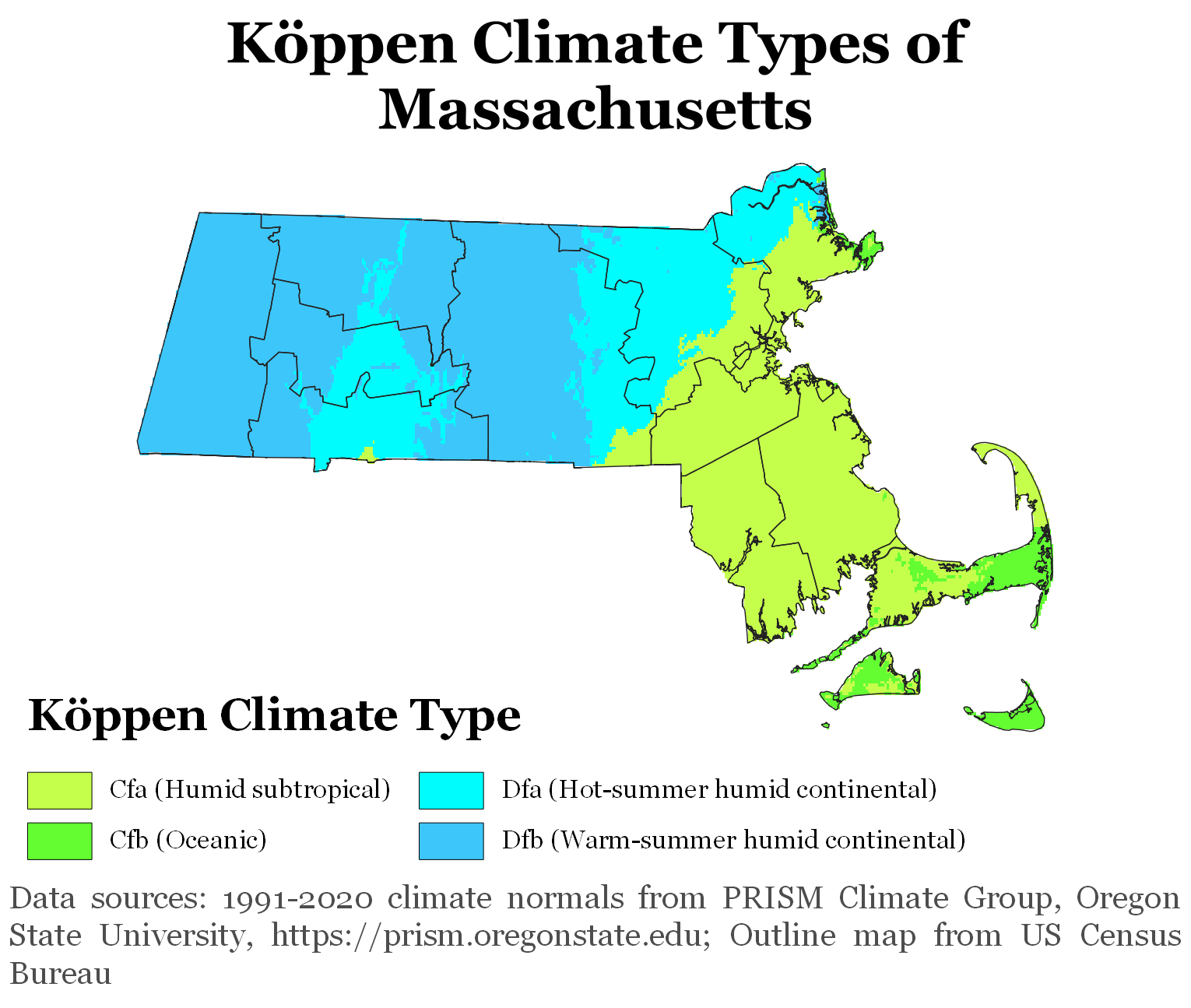
Типы климата по Кеппену в Массачусетсе с использованием климатических норм 1991-2020 гг.

Большая часть Массачусетса имеет влажный континентальный климат с холодной зимой и теплым летом. Прибрежные районы на крайнем юго-востоке являются широкой переходной зоной к океаническому субтропическому климату. Тёплое или жаркое лето делает океанический климат редким в этом переходе, проявляясь только в открытых прибрежных районах, таких как полуостров округа Барнстейбл. 
Климат Бостона довольно влажен и типичен для Содружества, характеризуется летними максимумами около 27 °C и зимними максимумами 2 °C. Морозы часты всю зиму, даже в прибрежных районах из-за преобладающих внутренних ветров. В Бостоне относительно солнечный климат для прибрежного города на его широте, в среднем более 2600 солнечных часов в год.
| Город       | Июль (°F) | Июль (°C) | Январь (°F) | Январь (°C) |
| ----------- | --------- | --------- | ----------- | ----------- |
| Бостон      | 81/65     | 27/18     | 36/22       | 2/−5        |
| Вустер      | 79/61     | 26/16     | 31/17       | 0/−8        |
| Спрингфилд  | 84/62     | 27/17     | 34/17       | 1/−8        |
| Нью-Бедфорд | 80/65     | 26/18     | 37/23       | 3/−4        |
| Куинси      | 80/61     | 26/16     | 33/18       | 1/−7        |
| Плимут      | 80/61     | 27/16     | 38/20       | 3/−6        |